# Équipe cycliste Pauwels Sauzen-Cibel Clementines
L'équipe cycliste Pauwels Sauzen-Cibel Clementines est une équipe cycliste belge participant aux circuits continentaux de cyclisme et en particulier l'UCI Europe Tour. L'équipe court principalement des courses de cyclo-cross.
Elle ne doit pas être confondue avec les équipes Bingoal-WB et Pauwels Sauzen-Vastgoedservice.

## Histoire de l'équipe
L'équipe est créée en 2006 et devient une équipe continentale à partir de 2007.
En mai 2019, la structure Marlux-Bingoal fusionne avec la formation Pauwels Sauzen-Vastgoedservice pour devenir l'équipe Pauwels Sauzen-Bingoal,.
En 2025, Cibel Clementines remplace Bingoal en tant que co-sponsor.

## Principales victoires

### Championnats internationaux
- Championnats du monde de cyclo-cross : 1
  - Moins de 23 ans : 2015 (Michael Vanthourenhout)

### Courses d'un jour
- Grand Prix Etienne De Wilde : Tim Merlier (2015)

### Championnats nationaux
- Championnats de Belgique de cyclo-cross : 1
  - Élites : 2015 (Klaas Vantornout)

## Classements UCI
L'équipe participe aux circuits continentaux et principalement à des épreuves de l'UCI Europe Tour. Les tableaux ci-dessous présentent les classements de l'équipe sur les différents circuits, ainsi que son meilleur coureur au classement individuel.
UCI Europe Tour
| Saison | Classement par équipes | Meilleur coureur au classement individuel |
| ------ | ---------------------- | ----------------------------------------- |
| 2007   | 125e                   | Sven Vanthourenhout (967e)                |
| 2008   | 89e                    | Sven Vanthourenhout (227e)                |
| 2009   | 116e                   | Sven Vanthourenhout (880e)                |
| 2010   | 106e                   | Martin Zlámalík (766e)                    |
| 2011   | 88e                    | Tijmen Eising (298e)                      |
| 2012   | 101e                   | Klaas Vantornout (553e)                   |
| 2013   | 123e                   | Kevin Pauwels (1073e)                     |
| 2014   | 120e                   | Gianni Vermeersch (930e)                  |
| 2015   | 105e                   | Gianni Vermeersch (445e)                  |
| 2016   | 136e                   | Kevin Pauwels (1761e)                     |
| 2017   | 126e                   | Kevin Pauwels (1074e)                     |
| 2018   | 96e                    | Eli Iserbyt (583e)                        |
| 2019   | 106e                   | Jens Adams (1450e)                        |
| 2020   | 100e                   | Laurens Sweeck (1398e)                    |

L'équipe est également classée au Classement mondial UCI qui prend en compte toutes les épreuves UCI et concerne toutes les équipes UCI.
| Saison | Classement par équipes | Meilleur coureur au classement individuel |
| ------ | ---------------------- | ----------------------------------------- |
| 2016   | -                      | Kevin Pauwels (2613e)                     |
| 2017   | -                      | Kevin Pauwels (1676e)                     |
| 2018   | -                      | Eli Iserbyt (960e)                        |
| 2019   | 203e                   | Jens Adams (2264e)                        |
| 2020   | 176e                   | Laurens Sweeck (1909e)                    |

## Pauwels Sauzen-Bingoal en 2023/2024
| Nom                    | Date de naissance | Nationalité | Équipe en 2022      |
| Hommes                 | Hommes            | Hommes      | Hommes              |
| ---------------------- | ----------------- | ----------- | ------------------- |
| Eli Iserbyt            | 22-10-1997        | Belgique    |                     |
| Ryan Kamp              | 12-12-2000        | Pays-Bas    |                     |
| Michael Vanthourenhout | 10-12-1993        | Belgique    |                     |
| Hommes espoirs         |                   |             |                     |
| Yordi Corsus           | 15-11-2005        | Belgique    | Néo-professionnel   |
| Kay De Bruyckere       | 21-03-2004        | Belgique    | Néo-professionnel   |
| Kenay De Moyer         | 22-07-2004        | Belgique    | Cross Team Legendre |
| Yorben Lauryssen       | 25-01-2002        | Belgique    |                     |
| Wies Nuyens            | 17-02-2005        | Belgique    | Néo-professionnel   |
| Viktor Vandenberghe    | 26-04-2005        | Belgique    | Néo-professionnel   |
| Lukas Vanderlinden     | 03-09-2003        | Belgique    |                     |
| Femmes                 |                   |             |                     |
| Denise Betsema         | 23-01-1993        | Pays-Bas    |                     |
| Leonie Bentveld        | 17-04-2004        | Pays-Bas    | Néo-professionnelle |

## Saisons précédentes
- Sunweb-Napoleon Games en 2014
- Sunweb-Napoleon Games en 2015
- Marlux-Napoleon Games en 2016